# 1896 (numero)
Milleottocentonovantasei (1896) è il numero naturale dopo il 1895 e prima del 1897.

## Proprietà matematiche
- È un numero pari.
- È un numero composto da 16 divisori: 1, 2, 3, 4, 6, 8, 12, 24, 79, 158, 237, 316, 474, 632, 948, 1896. Poiché la somma dei suoi divisori (escluso il numero stesso) è 2904 > 1896, è un numero abbondante.
- È un numero palindromo e un numero ondulante nel sistema posizionale a base 13 (B2B).
- È un numero di Harshad nel sistema numerico decimale, cioè è divisibile per la somma delle sue cifre.
- È un numero intoccabile.
- È un numero semiperfetto in quanto pari alla somma di alcuni (o tutti) i suoi divisori.
- È un numero malvagio.
- È un termine della successione di Mian-Chowla.
- È parte delle terne pitagoriche (553, 1896, 1975), (790, 1896, 2054), (1422, 1896, 2370), (1896, 2528, 3160), (1896, 3555, 4029), (1896, 5530, 5846), (1896, 6097, 6385), (1896, 11297, 11455), (1896, 12410, 12554), (1896, 18675, 18771), (1896, 24928, 25000), (1896, 37422, 37470), (1896, 49910, 49946), (1896, 56153, 56185), (1896, 74880, 74904), (1896, 99847, 99865), (1896, 112330, 112346), (1896, 149778, 149790), (1896, 224672, 224680), (1896, 299565, 299571), (1896, 449350, 449354), (1896, 898703, 898705).

## Astronomia
- 1896 Beer è un asteroide della fascia principale del sistema solare.

## Astronautica
- Cosmos 1896 è un satellite artificiale russo.